# Tröllafoss
De Tröllafoss (Reuzenwaterval) is een waterval in het zuidwesten van IJsland. Ongeveer halverwege de weg tussen Mosfellsbær, een voorstad van Reykjavík, en het Þingvallavatn bevindt zich een meertje, het Leirvogsvatn, van waaruit de Leirvogsá het water afvoert. In dit riviertje bevindt zich de Tröllafoss. Hoewel een bord duidelijk de richting aangeeft waar de waterval zich bevindt, is het nog een hele toer om hem te vinden. Via een zelf te zoeken weg via een paardenpad en schapenpaadjes, waarbij ook een stroompje moet worden overgestoken, moet de waterval die achter een rots verscholen ligt gevonden worden. In de Leirvognsá wordt veel gevist.